# Denis de Rougemont
Denis de Rougemont (Couvet, 8 settembre 1906 – Ginevra, 6 dicembre 1985) è stato uno scrittore, filosofo e saggista svizzero di lingua francese.

## Biografia

### L'infanzia e gli studi
Nato l'8 settembre 1906 a Couvet, nel Cantone svizzero di Neuchâtel, figlio del pastore Georges de Rougemont e di Anne Sophie Bouvet. La famiglia de Rougemont è probabilmente originaria della Franche-Comté; si è stabilita a Neuchâtel a partire dal XII secolo. Nel 1784, ha ricevuto un « riconoscimento d'antica nobiltà » dal Re Federico II di Prussia (Neuchâtel era all'epoca un principato prussiano). Membri della famiglia de Rougemont hanno fatto parte del Consiglio di Stato del Cantone di Neuchâtel. Denis de Rougemont è stato educato rigidamente nella tradizione protestante, nel pensiero di Calvino, Lutero, Karl Barth, e, soprattutto, Kierkegaard. Frequenta, tra il 1912 e il 1918, la scuola pubblica di Neuchâtel, e da questa esperienza nascerà più tardi l'opera Les Méfaits de l'Instruction Publique (1929), un pamphlet sul ruolo diseducativo della scuola pubblica. Dal 1918 al 1925 frequenta prima il Collège latin, poi il Ginnasio di Neuchâtel. In quegli anni scopre la sua vocazione letteraria, e nel 1923 pubblica nella Semaine littéraire de Genève il suo primo articolo, "Henry de Montherlant et la morale du football". Si laurea in lettere nel 1930, completando i suoi studi tra Ginevra, Vienna e Neuchâtel (studente, tra gli altri, di Jean Piaget).

### L'esordio come scrittore
Nel 1930 si stabilisce a Parigi, dove resterà fino al 1933. Nella capitale francese trova lavoro nella casa editrice protestante "Je sers" come direttore letterario, e prende a frequentare gli ambienti protestanti e barthiani della città. In questo contesto entra in contatto con l'esperienza personalista, e collaborerà con Gabriel Marcel, Emmanuel Mounier, Alexandre Marc, Arnaud Dandieu, Robert Aron.
Spinto da Alexandre Marc e sedotto dallo slogan Ni individualistes, ni collectivistes, nous sommes personnalistes (Né individualisti, né collettivisti, siamo personalisti), mette la sua scrittura al servizio del movimento, ritrovandosi cofondatore della rivista Hic et Nunc (una rivista di ispirazione barthiana), e collaboratore di Esprit (fondata da Mounier), e del non-conformista L'Ordre nouveau. Collabora inoltre con la rivista Plans e con la Nouvelle Revue Française, sulla quale, nel 1932, presenta un "Cahier de revendications de la jeunesse française".
Nel 1932 Rougemont scrive il suo primo libro, Le paysan du Danube e nel 1934 raccoglie in Politique de la Personne – che riapparirà nel 1946 in un'edizione riveduta e corretta – la maggior parte degli articoli scritti in quegli anni sulle pagine di Esprit. Erano gli anni de Il tramonto dell'Occidente di Spengler, La crisi della civiltà di Huizinga e La crisi dei valori di Scheler. Gli stessi temi verranno poi ripresi e sviluppati in una seconda raccolta, Penser avec les mains, del 1936, in cui Rougemont si porrà (esplicandovi una religiosità personale sorretta dal Cristo e dal Vangelo quali riferimenti morali invariabili) il problema della cultura occidentale e della crisi del pensiero, partendo dalla constatazione che il disordine del mondo moderno ha creato una profonda dicotomia tra il pensiero e l'azione, e tra la cultura e la vita.

### L'anteguerra
Nel 1933 Denis de Rougemont sposa Simone Vion (divorzierà nel 1951), dalla quale avrà due figli, Nicolas e Martine. Nello stesso anno, si chiude la prima esperienza parigina, dopo il fallimento delle Edizioni "Je sers", che fa di Denis de Rougemont fino al 1935 un intellettuale disoccupato nel sud-ovest della Francia. Il periodo della disoccupazione diviene il pretesto per un'opera che verrà edita nel 1937 sotto forma di un “diario non-intimo” dal titolo Journal d'un intellectuel en chômage, nella quale Rougemont esprime il desiderio e il gusto di provare l'esperienza di una povertà materiale.
Dopo la disoccupazione, è poi il momento nel 1936 del soggiorno come lettore all'Università di Francoforte, descritto poi in Journal d'Allemagne (pubblicato nel 1938). L'esperienza nella Germania hitleriana spinge Rougemont a percepire con forza la necessità di una rinascita spirituale, e allo stesso tempo di una riforma morale e politica in grado di instaurare autorità e istituzioni capaci di formare uomini e cittadini responsabili.

### L'Amour et l'Occident

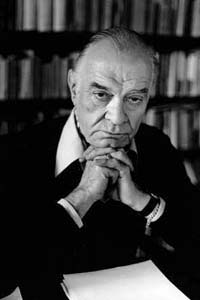
Un ritratto di de Rougemont

Lasciata la Germania, tra il 1938 e il 1939 si dedica alla redazione dell'opera che gli dona la celebrità, L'Amour et l'Occident, che trae spunto dal tentativo di una codificazione pessimistica del matrimonio, il quale piano piano stava perdendo la sua caratteristica religiosa per un'altra più laica, più passionale. Aspetto che poi enfatizzerà ancor di più nel 1954 (edizione inglese; nel 1956 quella francese), quando la rielaborò per Thomas Stearns Eliot.
Denis de Rougemont ha posto Tristano al centro del suo libro sull'amore in Occidente. Analizzando il comportamento di Tristano ed Isotta, l'autore sottolinea un'esigenza più profonda di quella della loro felicità. La loro storia è una storia di rinunce. Si può dire che non perdano occasione per separarsi. Quando non ci sono ostacoli, ne inventano: la spada snudata, il matrimonio di Tristano. "Qual è il vero soggetto della leggenda? La separazione degli amanti? Sì, ma in nome della passione, e per amore dell'amore stesso che li tormenta, per esaltarlo, per trasfigurarlo a danno della loro felicità e della loro vita". Il loro amore è un amore in cui "ciò che gli amanti amano è l'amore e il fatto stesso di amare", in cui "la separazione degli amanti è cagionata dalla loro stessa passione e dall'amore che nutrono per la loro passione piuttosto che per il suo soddisfacimento", un amore che crea e ricrea il proprio ostacolo. Ma quest'ostacolo voluto non è altro che un progresso verso la morte.
"Senza saperlo, gli amanti non han mai desiderato, loro malgrado, che la morte! (…) Nel fondo più segreto del loro cuore, si annidava la volontà della morte, la passione attiva della Notte, che dettava loro, le sue fatali decisioni.
Altra suggestiva tesi di de Rougemont è quella di un'origine "catara" dell'amor cortese, e quindi del Romanticismo. In generale, è nella dolente tensione mistica, nella passione sublimata e malata di morte - come visto in precedenza a proposito del "ciclo bretone" di Tristano e Isotta - oltre che nei costumi quotidiani, che de Rougemont ritiene di poter individuare segrete e profonde rispondenze tra l'eresia ed il mondo dei trovatori.
Rougemont sottolinea il fatto che la società e l'amore hanno due canoni diversi, ed il secondo per sopravvivere deve trasgredire alcune leggi della prima. Il rapporto amore - morte, diventa quindi una scelta di vita, affinché l'amore possa sopravvivere, almeno idealmente. In questo modo non è più soggetto a canoni di critica arbitraria, ma rimane permeato in un'aura che lo rende, seppure impalpabile, vivo dal punto di vista della consistenza. Anche in questo caso si rende indubbio profeta. Siamo a ridosso di un periodo di pura sensualità, con Herbert Marcuse, Norman Brown e i neofreudiani Lacan, Deleuze e Guattari, che spogliano definitivamente questo legame di ogni radice religiosa, il matrimonio come istituzione, esaltandone invece il solo legame passionale, a due, come radice primaria di sostentamento. Non più componente, ma elemento insostituibile. Esalando il suo pessimismo, Rougemont sintetizza la crisi del matrimonio, come la conseguenza dell'incompatibilità tra ciò che si prova e ciò che si può immaginare.

### Il periodo della guerra
Fino allo scoppio della guerra, Rougemont pubblica ancora numerosi articoli su Esprit, la Nouvelle Revue Française, la Revue de Paris, e su Le Figaro.
I tempi che seguono il suo ritorno dalla Germania sono caratterizzati da un crescente interesse per il problema politico del nazismo, segnato dalla paura per la sorte dell'Europa minacciata da un pericolo che vede sempre più reale. Scrive sui giornali svizzeri e su quelli francesi, paragonando il totalitarismo ad una malattia infettiva che non può essere contenuta da nessuna frontiera.
Quando la Germania ha ormai coinvolto nella guerra tutta l'Europa, Rougemont sta per mandare in scena la sua unica opera teatrale, Nicolas de Flue (musicata da Arthur Honegger), con il dichiarato intento di rinforzare lo spirito civico e spirituale svizzero di fronte alla minaccia totalitaria.
Denis de Rougemont è poi luogotenente nell'esercito mobilitato del “piano Wahlen”, quando il 15 giugno 1940 le truppe di Hitler entrano a Parigi. Pubblica allora sulla Gazette de Lausanne, “À cette heure où Paris…”, un articolo in cui esprime tutta l'angoscia di quei momenti drammatici. L'articolo, scritto durante l'arruolamento, suscita proteste diplomatiche che gli costano due settimane di prigione militare (che sconta però nel suo studio).
Denis de Rougemont fonda allora la Lega del Gottardo, un gruppo svizzero di resistenza ai fascismi europei, e ne redige il Manifesto, che sarà pubblicato su settantaquattro giornali svizzeri. L'attività di Rougemont in seno alla Lega si limita ai primi tempi dell'estate del 1940, prima della sua partenza per gli Stati Uniti e prima dello sviluppo di tendenze conservatrici e nazionaliste in seno alla "Lega" stessa.
Il tema della guerra, dell'impegno e della neutralità si ritrovano anche nei testi delle conferenze e saggi tenuti tra il 1937 e il 1940 in Svizzera, e poi pubblicati nel 1940 nella raccolta Mission ou Démission de la Suisse.

### L'«esilio» negli Stati Uniti
La situazione si fa sempre più delicata, sul piano internazionale, e per la Confederazione Svizzera diventa pericoloso tenere Rougemont in patria. Nell'ottobre del 1940 viene così inviato negli Stati Uniti per tenere delle conferenze sull'Europa e sull'hitlerismo. Quella che era prevista come un'assenza di pochi mesi, si prolunga invece fin'oltre la fine della guerra, fino al 1947.
Dopo aver redatto The Heart of Europe: Switzerland, viaggia in Argentina da luglio a novembre, frequentando il circolo “Sur”, riunito da Victoria Ocampo, della quale è ospite. Rientra a New York alla vigilia dell'attacco a Pearl Harbor.
Il periodo americano è marcato dalla redazione di due opere, La Part du Diable e il Journal des deux mondes, che ripercorre la vita dell'autore negli anni 1939-1940 in Svizzera e in quelli dell'esilio statunitense dal 1940 al 1946.
Dal 1942 è professore alla École Libre des Hautes Etudes (Università francese in esilio) a New York, e diviene poi redattore alla sezione francese dell'Office War Information (OWI), che realizza trasmissioni in lingua francese dedicate alla Francia e ritrasmesse dalla BBC di Londra. Incontra Saint-John Perse, Saint-Exupéry, Marcel Duchamp, André Breton, Max Ernst, André Masson, Bohuslav Martinů, Edgard Varèse e il conte Coudenhove-Kalergi.

### Il dopoguerra, l'impegno europeo e la maturità
Nel 1946 Denis de Rougemont pubblica a New York le Lettres sur la Bombe atomique, in seguito alla devastazione di Hiroshima e di Nagasaki, che l'hanno profondamente colpito. In aprile dello stesso anno torna finalmente in Europa, e da questo momento le sue attività letterarie e filosofiche saranno relegate ad un piano secondario, la precedenza spetterà invece all'attività politica. Dalle prime conferenze internazionali a Ginevra nel settembre del 1946, s'impegna affinché gli europei si uniscano in virtù della loro comune cultura, in un sistema federalista nel quale lo spirito sappia avere un primato sull'economia e sulla politica.
Nuovamente negli Stati Uniti, nel 1947 Rougemont incontra Albert Einstein a Princeton, e con lui discute dei problemi dell'unione dell'Europa. Nel mese di luglio dello stesso anno rientra definitivamente in Europa, e si stabilisce a Ferney-Voltaire, nella casa che fu di Voltaire.
Impegnato a favore della costruzione europea, Denis de Rougemont pronuncia alla fine del mese d'agosto del 1947 il discorso inaugurale del primo Congresso dell'Unione europea dei Federalisti (UEF) a Montreux, da cui nascerà il Congresso dell'Aia nel 1948, e promuove l'istituzione di un Centro europeo della cultura, di cui sarà più tardi direttore, e da cui sono uscite numerose istituzioni europee (tra cui anche il CERN).
Redattore del rapporto culturale del congresso dell'Europa e del Messaggio agli Europei a L'Aia nel maggio 1948.
Scrive e pubblica L'Europe en jeu e la Suite neuchâteloise. In novembre, è eletto delegato generale dell'“Unione europea dei Federalisti”. Nel 1949, Rougemont apre a Ginevra, sotto gli auspici del Movimento europeo, un "bureau d'études" incaricato di preparare la Conferenza europea della cultura, che si sarebbe tenuta a Losanna dall'8 all'11 dicembre 1949, sotto la presidenza di Salvador de Madariaga.
Nel 1950, Denis de Rougemont prende parte a Berlino alle manifestazioni che daranno vita al Congresso per la libertà della cultura, che presiederà poi dal 1952 al 1966. Scrive all'Assemblea consultiva del Consiglio d'Europa delle Lettres aux Députés européens e scrive l'Appello che sarà letto a nome di 6 000 studenti europei manifestanti davanti al Consiglio d'Europa.
In L'aventure occidentale de l'homme (1957) descrive i principi di coerenza, le implicazioni filosofiche e le credenze che danno un senso e una ragione d'essere alla sua cultura. Al principio distruttore dello Stato-nazione, origine di tutte le guerre in Europa, oppone un federalismo creatore, basato sui comuni e sulle regioni.
La base di questa Europa è la sua cultura.
Fonda nel 1963 l'Istituto universitario di studi europei (IUEE), che – dopo essere stato chiuso nel 1991 – riaprirà in seno all'Università di Ginevra con il nome di Istituto europeo dell'Università di Ginevra (IEUG).
Nel 1967 riceve il Premio della Città di Ginevra. Il 17 aprile 1970 l'Università di Bonn gli conferisce il premio e la medaglia Robert Schuman per la sua opera, in particolare per Vingt-huit siècles d'Europe e Les chances de l'Europe, e nella sua qualità di direttore del Centro europeo della cultura. Nel 1971 riceve una laurea honoris causa dalla Facoltà di Diritto dell'Università di Zurigo.
Negli anni settanta contribuisce allo sviluppo del movimento ecologista. È membro fondatore del “Groupe de Bellerive” (1977), organo di riflessione sugli orientamenti della società industriale, e autore di numerosi lavori sul pericolo del nucleare. Sempre nel 1977 in L'avenir est notre affaire esamina a fondo la crisi globale del sistema sociopolitico, provocata anche da una gestione catastrofica del pianeta. Crea con Jacques Ellul il gruppo Ecoreupa e, nel 1978, la rivista Cadmos.
L'11 novembre 1976 riceve un diploma dell'Accademia di Atene. Nel 1981 riceve una laurea honoris causa dall'Università di Galway in Irlanda. Nel 1982 è vincitore del Gran premio Schiller.
Muore a Ginevra il 6 dicembre 1985 ed è sepolto al Cimetière des Rois di Plainpalais.

## Principali aspetti del pensiero di Denis de Rougemont
Denis de Rougemont è considerato come uno dei grandi pionieri dell'idea di istituire un federalismo europeo e, con Alexandre Marc, è uno dei principali rappresentanti del federalismo integrale.

### Opere tradotte in italiano
- Vita o morte dell'Europa, Milano, Edizioni di Comunità, 1949.
- L'Amore e l'Occidente (L'Amour et l'Occident, 1956), trad. e prefazione di Luigi Santucci, Milano, Arnoldo Mondadori Editore, 1958. Nuova edizione, con introduzione di Armanda Guiducci, BUR, Rizzoli, 1977-1998.
- L'opportunità cristiana, Edizioni Paoline, 1966.
- L'avvenire è nelle nostre mani, Edizioni Paoline, 1974.
- Rapporto al popolo europeo, Milano, Pan Editrice, 1979.
- Libertà, responsabilità. Amore, Milano, Jaca Book, 1990.
- Diario di un intellettuale disoccupato, Roma, Fazi, 1997.
- La Svizzera. Storia di un popolo felice, traduzione di E. Bernasconi, Locarno, Armando Dadò, 1998.
- I misfatti dell'istruzione pubblica, Rubbettino, 2005.
- Nuove metamorfosi di Tristano e altri saggi sui miti dell'amore, Ipermedium Libri, 2010.
- Pensare con le mani. Le radici culturali della crisi europea, a cura di S. Morigi, Transeuropa, 2012.
- L'avventura occidentale dell'uomo, a cura di S. Morigi, Centro Studi Campostrini, 2018.
- La persona e l'amore, a cura di D. Bondi, Morcelliana, 2018.

## Opere
- Les Méfaits de l'Instruction publique (1929; riedito nel 1972)
- Le Paysan du Danube (1932; riedito nel Journal d'une époque, 1968; 1982)
- Politique de la Personne (1934; riedito nel 1946)
- Penser avec les Mains (1936; riedito nel 1972)
- Journal d'un Intellectuel en chômage (1937; riedito nel Journal d'une époque, 1968)
- Journal d'Allemagne (1938; riedito nel Journal d'une époque, 1968)
- L'Amour et l'Occident (1939; riveduto, 1956; edizione definitiva aumentata, 1972)
- Nicolas de Flue (1939, riedito nel 1940)
- Mission ou Démission de la Suisse (1940)
- Qu'est-ce que la Ligue du Gothard? (1940)
- The Heart of Europe, con Charlotte Muret (1941)
- La Part du Diable (1942; riedito nel 1944 e 1982)
- Lettres sur la bombe atomique (1946)
- Journal des deux Monde (1946, riedito nel Journal d'une époque, 1968)
- Personnes du Drame (1947)
- Doctrine fabuleuse (1947)
- Vivre en Amérique (1947)
- L'attitude fédéraliste (1947)
- Fédéralisme européen (1947)
- Suite neuchâteloise (1948, riedito nel 1982)
- L'Europe en jeu (1948)
- Lettres aux députés européens (1950)
- La Confédération helvétique (1953)
- L'Aventure occidentale de l'Homme (1957)
- Quelle Europe? (1958)
- Définitions, valeurs, énergigie, recherches: quatre essais européens (1958)
- Vingt-huit siècles d'Europe: la conscience européenne à travers les textes (1961, riedito con prefazione di Jacques Delors, 1990)
- Comme toi-même (1961)
- Les chances de l'Europe (1962)
- The Christian Opportunity (1963)
- Love declared: essays on the myths of love (1963)
- Fédéralisme culturel (1965)
- La Suisse ou l'Histoire d'un Peuple heureux (1965; riedito nel 1970)
- The meaning of Europe, 1965
- Pointers Towards a Federative Europe (1965)
- Journal d'une époque 1926-1946 (1968)
- L'un et le divers ou La Cité européenne (1970)
- Lettre ouverte aux européens (1970)
- Le Cheminement de esprits, L'Europe en jeu II (1970)
- Remises en question (1971)
- Les méfaits de l'instruction publique, 1929, aggravés d'une Suite des méfaits, 1972 (1972)
- Les Mythes de l'Amour (1972: riedizione di Comme toi-même, riprende i temi essenziali sviluppati in L'Amore e l'Occidente)
- Les Dirigeants et les finalités de la société occidentale (1972)
- Responsabilité de l'écrivain dans la société européenne d'aujourd'hui (1973)
- Journal d'un Européen (fragments) (1974)
- The Growl of Deeper Waters: Essays (1976)
- L'avenir est notre Affaire (1977)
- L'Ecrivain et la politique: les problèmes de l'engagement (1978)
- Vers la relance du débat européen? Le déclin de l'Europe, mythe et histoire (1978)
- De l'Europe des Etats coalisés à l'Europe des peuples fédérés (1978)
- Rapport au peuple européen sur l'état de l'union de l'Europe 1979 (1979)
- Formule d'une Europe parallèle ou rêverie d'un fédéraliste libertaire (1979)
- Le Paysan du Danube et autres textes (1982)
- Inédits, estratti di corsi scelti e presentati da Jean Mantzouranis e François Saint-Ouen (1988)
- Dictionnaire international du fédéralisme (Dir.), edito da François Saint-Ouen (1994)

## Omaggi
- Neuchâtel ha dato il suo nome ad un Liceo[8].
- La città di Ginevra ha dato il suo nome ad una via nel quartiere del Petit-Saconnex, vicino alla Place des Nations, dove si trova la sede europea delle Nazioni Unite[9].
- Il treno RABDe 500 013-8 delle FFS si chiama Denis de Rougemont. Delle citazioni di Denis de Rougemont ornano l'interno delle carrozze.